# C. Hooper Trask
Charles Hooper Trask (* 22. Dezember 1894 in Morristown, New Jersey, Vereinigte Staaten; † 6. Juni 1933 bei Vigo di Fassa, Südtirol) war ein US-amerikanischer Theaterschauspieler, Zeitungskorrespondent und Filmschauspieler zu Beginn des Tonfilms in Deutschland.

## Leben und Wirken
Der von der amerikanischen Ostküste stammende Charles Hooper Trask hatte in den 1910er Jahren als Theaterschauspieler begonnen und trat seit der Spätphase des Ersten Weltkriegs auch am Broadway auf: Untersetzt und von bulliger Erscheinung, sah man ihn von 1917 bis 1920 als Victor Curzon in dem Stück Business Before Pleasure (1917–18), als Wirt in The Bonds of Interest (1919) und als General Koschnoduff in Breakfast in Bed (1920). In den frühen 1920er Jahren nahm C. Hooper Trask einen Berufswechsel vor und wechselte zum Journalismus. Hier konzentrierte er sich erst auf die Theater-, dann auch auf die Filmkritik. Nach Berlin entsandt, lieferte Trask für Variety und The New York Times eine Fülle von Filmkritiken sowie Betrachtungen aus dem deutschen Kulturleben. Seine Filmbesprechungen umfassten Stummfilmklassiker wie Dr. Mabuse, der Spieler, Die Nibelungen, Panzerkreuzer Potemkin, Die Liebe der Jeanne Ney, Alraune, Asphalt und Die weiße Hölle vom Piz Palü, aber auch frühe deutsche Tonfilmerfolge wie Der Sieger – einen Film, den er verriss – mit Hans Albers
Anfang der 1930er Jahre ließ man den behäbigen Trask auch mehrere Persönlichkeiten spielen, die der deutschen Vorstellung von gravitätischen Machtmenschen sehr nahe kamen. In der englischsprachigen Version von Liebeswalzer übernahm er die Rolle Karl Etlingers, in der britischen Fassung des Albers-Rühmann-Hits Bomben auf Monte Carlo war er im Wallburg-Part zu sehen. Am berühmtesten wurde Trasks Interpretation des jovialen Managers Mr. Merryman an der Seite von Lilian Harvey in dem großen Publikumserfolg Ein blonder Traum. Zeitgleich betätigte er sich auch als Autor (z. B. beim Hörspiel Tempo – Tempo – Broadway – Theater). Trask, verehelicht mit der aus Schlesien stammenden Deutschen Claire Kantzenbach, starb Anfang Juni 1933 nahe Vigo di Fassa während eines Südtirol-Urlaubs, den er mit seiner Frau verbracht hatte. Sein Wagen stürzte in den Dolomiten bei einem Ausflug 15 Meter einen Abgrund hinab und überschlug sich dabei, seine Frau kam mit Verletzungen davon. C. Hooper Trask wurde nur 38 Jahre alt. Claire Trask führte nach seinem Tod die Korrespondententätigkeit ihres Gatten für amerikanische Zeitungen im Dritten Reich fort.

## Filmografie (komplett)
- 1930: Love Waltz (englische Version von Liebeswalzer)
- 1931: Monte Carlo Madness (englische Version von Bomben auf Monte Carlo)
- 1932: Ein blonder Traum